# Moret Loing et Orvanne
Moret Loing et Orvanne è un comune francese soppresso del dipartimento di Senna e Marna nella regione dell'Île-de-France. Creato il 1º gennaio 2016 dalla fusione dei comuni di Orvanne, Épisy e Montarlot si è a sua volta fuso il 1º gennaio 2017 con il comune di Veneux-Les Sablons per formare il nuovo comune di Moret-Loing-et-Orvanne.